# Pakorus II
Pakorus II – król Partii w latach 78–105 n.e. z partyjskiej dynastii Arsacydów. Syn Wononesa II i brat Wologazesa II.

## Życiorys
Przed wstąpieniem na partyjski tron rządził Medią Atropatene. Następnie podniósł bunt przeciwko synowi brata Wologazesowi II, którego pokonał. Rozbudował stolicę państwa Ktezyfon.
Na wielu monetach z okresu jego panowania widnieje napis Arsaces Pacorus. W ten sposób podkreślał przynależność do rodu Arsacydów, a tym samym, że jest legalnym spadkobiercą tronu partyjskiego. W okresie ciągłych pałacowych przewrotów i licznych pretendentów do tronu z bocznych linii rodu, Pakorus II prezentował swoją postawę wobec rywali.
Po jego śmierci tron przypadł synowi Osroesowi I, który rządził nad częścią kraju. Walki między różnymi pretendentami do tronu partyjskiego przyczyniły się do znacznego osłabienia państwa.